# FK Vilnius (damer)
FK Vilnius är ett fotbollslag för damer från staden Vilnius i Litauen. Klubben spelar i A lyga (damer) – den litauiska förstadivisionen.
Större matcher kan spelas på BFA Arena.

## Placering tidigare säsonger
| Säsong | Nivå | Liga           | Placering | Referens    | Notering                    |
| ------ | ---- | -------------- | --------- | ----------- | --------------------------- |
| 2020   | 2    | I lyga         | 3         | [ 1 ]       | Uppflyttad till A lyga 2021 |
| 2021   | 1    | A lyga (damer) | 5         | [ 2 ] [ 3 ] |                             |
| 2022   | 1    | A lyga (damer) | 3         | [ 4 ] [ 5 ] |                             |
| 2023   | 1    | A lyga (damer) | 4         |             |                             |

## Trupp 2022
Uppdaterad: 8 maj 2022
| 1  | Litauen | MV | Aušra Klevečkaitė      |  |  |  |  |  |
| 13 | Litauen | MV | Viktorija Magalinskaja |  |  |  |  |  |
|    |         |    |                        |  |  |  |  |  |
| 4  | Litauen | F  | Alina Špakovskaja      |  |  |  |  |  |
| 23 | Litauen | F  | Aistė Šveckutė         |  |  |  |  |  |
| 17 | Litauen | F  | Agnieška Kazarina      |  |  |  |  |  |
| 2  | Litauen | F  | Goda Papartytė         |  |  |  |  |  |
| 16 | Litauen | F  | Aivė Andriuškevičiūtė  |  |  |  |  |  |
|    |         |    |                        |  |  |  |  |  |
| 9  | Litauen | MF | Greta Guižauskaitė     |  |  |  |  |  |
| 13 | Litauen | MF | Viktorija Magalinskaja |  |  |  |  |  |
| 15 | Litauen | MF | Ugnė Korytė            |  |  |  |  |  |
| 17 | Litauen | MF | Agnieška Kazarina      |  |  |  |  |  |
| 20 | Litauen | MF | Gabrielė Ragauskaitė   |  |  |  |  |  |
| 23 | Litauen | MF | Loreta Rogačiova       |  |  |  |  |  |
| 50 | Litauen | MF | Gabija Valiukevičiūtė  |  |  |  |  |  |
|    | Litauen | MF | Dovilė Dockaitė        |  |  |  |  |  |
|    |         |    |                        |  |  |  |  |  |
| 99 | Litauen | A  | Skaistė Petrauskaitė   |  |  |  |  |  |
| 14 | Litauen | A  | Ūla Miniotaitė         |  |  |  |  |  |